# Fred Perry
Frederick John „Fred“ Perry (* 18. Mai 1909 in Stockport, Vereinigtes Königreich; † 2. Februar 1995 in Melbourne, Australien) war ein britischer Tischtennisspieler, Tennisspieler und Modeschöpfer. Er gewann einmal die Tischtennisweltmeisterschaft, dreimal in Folge das Wimbledon-Turnier im Tennis und stand dort ein weiteres Mal im Finale.

## Werdegang
Perrys Vater Samuel Frederick Perry war ein Baumwollspinner, der für die örtliche Co-operative Party, die zweitgrößte sozialistische Partei nach der Labour Party, arbeitete. Von 1933 bis zu seinem Ableben am 19. Oktober 1954 war er Vizepräsident des englischen Tischtennisverbandes ETTA. Fred Perry besuchte die Ealing County Schule. In seiner Jugend spielte er zunächst nur Polo und Tischtennis. Bei der WM 1929 wurde er in Budapest Weltmeister im Tischtennis.
Unmittelbar danach beendete Perry seine Tischtenniskarriere und konzentrierte sich auf Tennis. Bereits im Sommer 1929 qualifizierte er sich für die Teilnahme am Tennisturnier in Wimbledon. Perry gewann das Turnier von 1934 bis 1936 dreimal hintereinander. Er war der erste Wimbledonsieger, der aus der Arbeiterklasse stammte. Darüber hinaus gewann er auch dreimal die Einzelkonkurrenz bei den US Open sowie je einmal bei den Australian Open und den French Open, womit er der erste Spieler war, der einen sogenannten Karriere-Grand-Slam vollbrachte. Im Doppel gewann er zwei und im Mixed vier weitere Grand-Slam-Titel. Viele weitere internationale Erfolge sind der Grund dafür, dass er mehr als Tennisspieler denn als Tischtennisspieler bekannt ist. Insbesondere der „glorreiche“ englische Davis-Cup-Sieg gegen Frankreich 1933 ist den Engländern in guter Erinnerung, es war der erste Davis-Cup-Gewinn seit 1912. Von 1931 bis 1936 wurde Perry in den Top Ten der Weltrangliste geführt.
Ende der 1930er Jahre ging Fred Perry als Tennisprofi in die USA. Er heiratete dort 1935 die US-amerikanische Schauspielerin Helen Vinson, die Ehe wurde 1938 geschieden. 1938 erwarb er die US-amerikanische Staatsbürgerschaft. Als Tennisprofi ging er hier auf Tournee. Während des Zweiten Weltkriegs war er in den US Army Air Forces. Er kehrte erst 1947 nach England zurück. 1941 heiratete er in zweiter Ehe Sandra Breaux, 1945 Lorraine Walsh, nach der Scheidung schließlich 1952 Barbara Reis, eine Schwester der Schauspielerin Patricia Roc. Mit ihr hatte er eine 1958 geborene Tochter. Perry schrieb einige Zeitungsartikel über Tennis und arbeitete während einiger Wimbledon-Turniere als Rundfunkreporter bei der BBC.
1984 errichtete man vor den Toren von Wimbledon die Fred-Perry-Statue.

## Die Marke Fred Perry

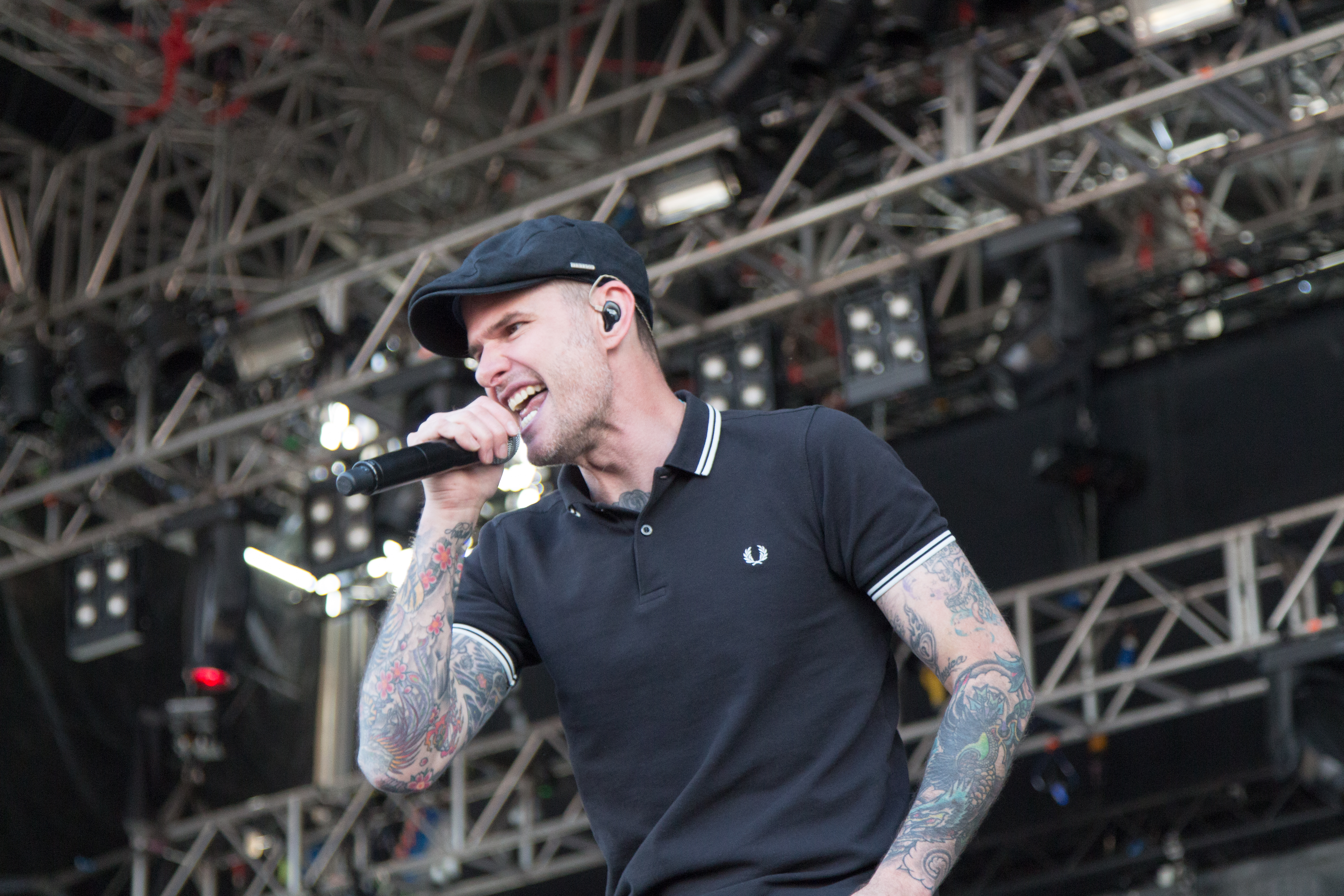
Folk-Punk-Rocker Al Barr (Dropkick Murphys) mit Fred-Perry-Polo-Shirt

Nach seiner Rückkehr nach England 1947 mokierte er sich darüber, dass die Wimbledon-Spieler grüne Shirts der Armee trugen, und ließ deshalb 75 weiße Polohemden anfertigen, die er den Spielern schenkte. Zunächst hatten diese Hemden noch kein Emblem. Die Spieler, die sich für die geschenkten Polo-Shirts bedanken wollten, hatten die Idee, die Hemden mit einem Logo zu versehen, das an den Stifter Perry erinnern sollte. Perry entschied sich für den Lorbeerkranz, den er 1934 beim All England Cup gewonnen hatte.
Die Polos mit dem Fred-Perry-Logo wurden zuerst bei den Mods (1962–1969) und später bei den Skinheads sehr beliebt. Besonders in den frühen 1990er Jahren kam die Marke in Deutschland als angebliche „Neonazimarke“ in den Medien in Verruf, ein Image, das Fred Perry inzwischen weitestgehend loswerden konnte.
Die Firma Fred Perry hat sich immer gegen jede Art von politischer Vereinnahmung gewehrt.
Nach der zweiten Hochphase der Marke Anfang der 1980er (Mod-Revival, 2-tone) erlebte die Firma Fred Perry bis Ende der 1990er eine Durststrecke. Speziell von Skandinavien aus hat sich die Marke mit vielen Kollektionen in (für Perry) neuen Szenen sehr erfolgreich verbreitet (Hardcore Punk, Punk, Ultras, Beat).

## Erfolge

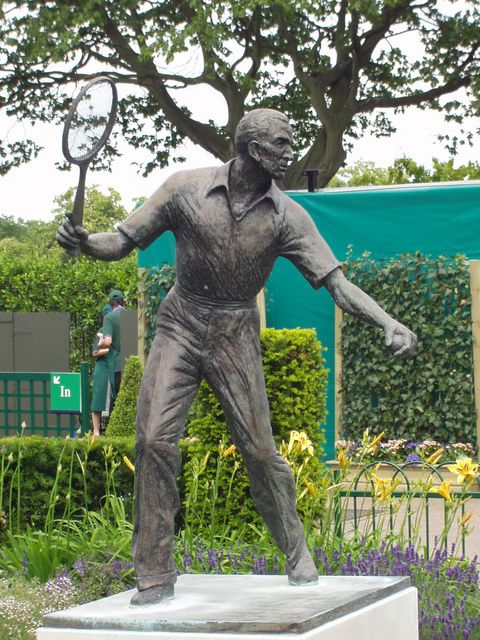
Denkmal zu Ehren Fred Perrys in Wimbledon

### Tennis
- Wimbledon
  - 1932 – Finale im Doppel
  - 1934 – Sieg im Einzel (Endspiel gegen Jack Crawford)
  - 1935 – Sieg im Einzel (Endspiel gegen Gottfried von Cramm), Sieg im Mixed mit Dorothy Round
  - 1936 – Sieg im Einzel (Endspiel gegen Gottfried von Cramm), Sieg im Mixed mit Dorothy Round
- Australian Open
  - 1934 – Sieg im Einzel (Endspiel gegen Jack Crawford), Sieg im Doppel mit Pat Hughes
  - 1935 – Finale im Einzel und Doppel
- French Open
  - 1932 – Sieg im Mixed mit Betty Nuthall
  - 1933 – Sieg im Doppel mit Pat Hughes und Finale im Mixed
  - 1935 – Sieg im Einzel (Endspiel gegen Gottfried von Cramm)
  - 1936 – Finale im Einzel
- US Open
  - 1932 – Sieg im Mixed mit Sarah Palfrey
  - 1933 – Sieg im Einzel (Endspiel gegen Jack Crawford)
  - 1934 – Sieg im Einzel (Endspiel gegen Wilmer Allison)
  - 1936 – Sieg im Einzel (Endspiel gegen Don Budge)

### Tischtennis
- Weltmeisterschaften
  - 1928 in Stockholm: 2. Platz im Doppel (mit Charles Bull), 3. Platz im Mixed mit Winifred Land, 3. Platz mit der englischen Mannschaft
  - 1929 in Budapest: Weltmeister im Einzel, 3. Platz im Doppel (mit Charles Bull), 3. Platz mit der englischen Mannschaft
- offene englische Meisterschaften
  - 1926/27: 2. Platz im Einzel (hinter dem Inder S.R.G. Suppiah)
  - 1927/28: 1. Platz im Doppel (mit Charles Bull)
  - 1928/29: Halbfinale Einzel, 1. Platz im Doppel (mit Charles Bull), 1. Platz im Mixed (mit Winifred Land)
  - 1929/30: 1. Platz im Doppel (mit Charles Bull)
  - 1932/33: 1. Platz im Einzel (Trostrunde)

#### Turnierergebnisse
| Verband | Veranstaltung     | Jahr | Ort       | Land | Einzel        | Doppel     | Mixed        | Team    |
| ------- | ----------------- | ---- | --------- | ---- | ------------- | ---------- | ------------ | ------- |
| ENG     | Weltmeisterschaft | 1929 | Budapest  | HUN  | Gold          | Halbfinale | Achtelfinale | Dritter |
| ENG     | Weltmeisterschaft | 1928 | Stockholm | SWE  | Viertelfinale | Silber     | Halbfinale   | Dritter |

Quelle:

## Philatelie
Die britische Post Royal Mail ehrte Fred Perry am 8. Oktober 2009 mit einem Postwertzeichen (Michel-Katalog Nr. 2805).